# Sookie St. James
Sookie St. James er en fiktiv person i tv-serien Gilmore Girls spillet af Melissa McCarthy.
Sookie er en venlig, kok og medejer af the Dragonfly Inn sammen med Lorelai Gilmore, som samtidig er hendes bedste veninde. Hun er gift med Jackson Bellville, (spilles af Jackson Douglas) med hvem hun har to små børn, Davie og Martha. Hun mødte Lorelai, da de begge arbejde på kroen, the Independence Inn, og de blev hurtigt veninder, hvilket varer hele serien igennem.
Sookie er noget nært et kulinarisk geni med tendenser til at være overdrevet perfektionistisk inden for sit fag. Sookie er derfor også ude af stand til at uddelegere opgaver til sit køkkenpersonale. Derudover er Sookie kendt for at være klodset og uheldig hvilket resulterer i småskader på hende selv og det øvrige køkkenpersonale i flere tilfælde.
Oprindeligt var det Alex Borstein, der i virkelighedens verden er Jackson Douglas's kone, som blev casted til rollen som Sookie St. James, men hun var nødsaget til at takke nej pga. planlægningsproblemer. Hun har dog i stedet spillet flere småroller i løbet af serien bl.a. som harpespilleren Drella fra sæson 1 og Miss Celine fra sæson 3 og 5.